# Charles Arnt
Charles Arnt, född 20 augusti 1906 i Michigan City, Indiana, död 6 augusti 1990 i Orcas Island, Washington, var en amerikansk skådespelare. Arnt som medverkade i över 100 Hollywoodfilmer anlitades vanligen för komiska småroller. Han medverkade även i tre produktioner på Broadway. På 1960-talet sadlade han om och kom att ägna sig åt boskapsuppfödsel.

## Filmografi, urval
- 1935 – Hon gifte sig med chefen
- 1936 – Efter den gäckande skuggan (ej krediterad)
- 1940 – Jag älskar dig åter
- 1940 – En kväll att minnas
- 1940 – Den lilla butiken (ej krediterad)
- 1941 – Blommor i skugga
- 1941 – Natten är så kort...
- 1941 – Jag stannar över natten
- 1941 – Jimmys lyckliga timme
- 1941 – Kärlekens bakgata (ej krediterad)
- 1942 – En dam smider planer
- 1942 – Ja, se fruntimmer!
- 1942 – Inringad!
- 1942 – Vackra Sally
- 1944 – Med flickor i lasten
- 1944 – Det sjunde korset (ej krediterad)
- 1944 – Smekmånad på prov (ej krediterad)
- 1944 – I storstadens djungel (ej krediterad)
- 1945 – Under falsk flagg (ej krediterad)
- 1946 – Cinderella Jones
- 1946 – Syndare i New York
- 1947 – Åh, en sån deckare!
- 1948 – Alla tiders dadda (ej krediterad)
- 1949 – Sista given (ej krediterad)
- 1962 – Ungdoms ljuva fågel